# Uguccione della Faggiola

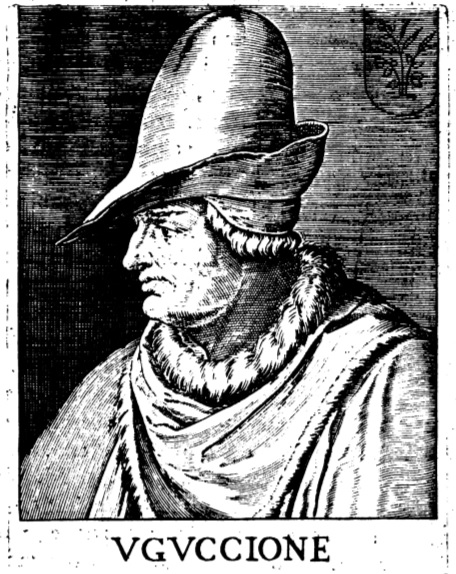
Uguccione della Faggiola, späteres Porträt

Uguccione della Faggiola, im 19. Jahrhundert auch Faggiuola geschrieben (* um 1250 in Casteldelci; † 1. November 1319 in Vicenza), war ein italienischer Condottiere.

## Leben
Uguccione wurde in Casteldelci (Provinz Pesaro und Urbino in der Region Marken) geboren. Berühmt wurde er Ende des 13. Jahrhunderts als Kapitän der Streitkräfte Arezzos, mit denen er Cesena eroberte, nachdem er 1297 vergeblich versucht hatte, sich Forlìs zu bemächtigen.
Als ghibellinischer Parteigänger war er von 1311 bis 1312 für Kaiser Heinrich VII. Vikar in Genua. 1312 kam er mit Heinrich nach Pisa, wo Uguccione nach Heinrichs Tod 1313 zum Podestà und Capitano del Popolo gemacht wurde. 1314 eroberte er mit Hilfe seines Protegés Castruccio Castracani Lucca. Am 29. August 1315 gelang ihm in der Schlacht bei Montecatini ein entscheidender Sieg über Florenz und dessen Verbündete vor allem aus Neapel.
1316 wurde er von Castruccio Castracani als neuem Armeekommandeur aus Pisa und Lucca vertrieben. Er flüchtete zu Cangrande I. della Scala. In den Diensten des Scaligers nahm er an den Feldzügen gegen Brescia und den Kriegen gegen Padua und Treviso teil. Im  Juli 1317 wurde er zum Podestà von Brescia ernannt und ging hart gegen die Widersacher Cangrandes I. vor. Er starb am 1. November 1319 in Vicenza, nachdem er zuvor während der Belagerung von Padua durch Cangrande I. erkrankt war.